# Peter Young
Peter Young é um decorador de arte estadunidense. Venceu o Oscar de melhor direção de arte e na edição de 1990 por Batman, com Anton Furst na edição de 2000 por Sleepy Hollow, ao lado de Rick Heinrichs.